# People's Viennaline
People's Viennaline, anche conosciuta come Altenrhein Luftfahrt GmbH e, più comunemente come Peoples, è una compagnia aerea austriaca che opera voli di linea tra la base nell'aeroporto di Altenrhein e l'aeroporto Internazionale di Vienna a Schwechat. La flotta è composta da due Embraer 170 allestiti con una cabina passeggeri da 76 posti. Fondata nel 2010, il primo volo della compagnia fu effettuato il 27 marzo 2011.